# Élections sénatoriales américaines de 2012
Les élections sénatoriales américaines de 2012 (en anglais : 2012 United States Senate elections) ont lieu le 6 novembre en même temps que l'élection présidentielle, ainsi que les élections de certains gouverneurs et des représentants. Le Sénat fédéral est renouvelé par tiers, tous les deux ans. Trente-trois sièges sont renouvelés en 2012, sur les cent que compte la chambre haute. Le mandat des sénateurs étant de six ans, ceux qui sont élus à cette élection siègent à partir de la 113e législature, du 3 janvier 2013 au 3 janvier 2019.
Avant les élections, les démocrates disposent de 51 sénateurs, contre 47 républicains et 2 indépendants apparentés aux démocrates. Sur les 33 sièges à renouveler, seuls 10 sont occupés par des républicains, ce qui rend plausible la prise de la chambre haute par ces derniers.

## Résultats
| Partis | Partis            | Sénat avant l'élection | Sièges        | Sièges | Vote populaire | Vote populaire | Sénat après l'élection | Changement    |
| Partis | Partis            | Sénat avant l'élection | Sièges en jeu | Élus   | Voix           | %              | Sénat après l'élection | Changement    |
| ------ | ----------------- | ---------------------- | ------------- | ------ | -------------- | -------------- | ---------------------- | ------------- |
|        | Parti démocrate   | 51                     | 21            | 23     |                |                | 53                     | 2             |
|        | Parti républicain | 47                     | 10            | 8      |                |                | 45                     | 2             |
|        | Indépendants      | 2                      | 2             | 2      |                |                | 2                      | en stagnation |
|        | Autres            | —                      | —             | —      |                |                | —                      | —             |
| Total  | Total             | 100                    | 33            | 33     |                | 100 %          | 100                    | —             |

## Axes de la campagne
Les candidats républicains attaquent et essayent de lier leurs concurrents à la reforme de santé de Barack Obama.
Dans des États traditionnellement démocrates, les républicains Scott Brown ou Linda McMahon insistent sur leurs côtés bipartisan. À l'inverse, des démocrates comme Joe Donnelly insistent sur leur caractère modéré dans des États plutôt républicains et conservateurs.

## Tableau récapitulatif
| État (plus de détails en lien) | Sénateur sortant     | Parti       | Situation du sénateur sortant                                        | Résultats précédents                                                                          | Résultats de 2012                                                                       |
| ------------------------------ | -------------------- | ----------- | -------------------------------------------------------------------- | --------------------------------------------------------------------------------------------- | --------------------------------------------------------------------------------------- |
| Arizona                        | Jon Kyl              | Républicain | Ne se représente pas                                                 | Jon Kyl (R) 53 % Jim Pederson (D) 44 % Autres 3 %                                             | Jeff Flake (R) 50 % Richard Carmona (D) 46 % Autres 4 %                                 |
| Californie                     | Dianne Feinstein     | Démocrate   | Candidate à un nouveau mandat                                        | Dianne Feinstein (D) 59 % Dick Mountjoy (R) 35 % Autres 6 %                                   | Dianne Feinstein (D) 62 % Elizabeth Emken (R) 38 %                                      |
| Connecticut                    | Joe Lieberman        | Indépendant | Ne se représente pas                                                 | Joe Lieberman (I) 50 % Ned Lamont (D) 40 % Alan Schlesinger (R) 10 %                          | Chris Murphy (D) 55 % Linda McMahon (R) 43 % Autres 2 %                                 |
| Delaware                       | Tom Carper           | Démocrate   | Candidat à un nouveau mandat                                         | Tom Carper (D) 70 % Jan Ting (R) 29 % Autres 1 %                                              | Tom Carper (D) 66 % Kevin Wade (R) 29 % Autres 5 %                                      |
| Dakota du Nord                 | Kent Conrad          | Démocrate   | Ne se représente pas                                                 | Kent Conrad (D) 69 % Dwight Grotberg (R) 29 % Autres 2 %                                      | Heidi Heitkamp (D) 50,5 % Rick Berg (R) 49,5 %                                          |
| Floride                        | Bill Nelson          | Démocrate   | Candidat à un nouveau mandat                                         | Bill Nelson (D) 60 % Katherine Harris (R) 38 % Autres 2 %                                     | Bill Nelson (D) 55 % Connie Mack (R) 42 % Autres 3 %                                    |
| Hawaii                         | Daniel Akaka         | Démocrate   | Ne se représente pas                                                 | Daniel Akaka (D) 61 % Cynthia Thielen (R) 37 % Autres 2 %                                     | Mazie Hirono (D) 63 % Linda Lingle (R) 37 %                                             |
| Indiana                        | Richard Lugar        | Républicain | Sortant battu lors de la primaire républicaine                       | Richard Lugar (R) 87 % Steve Osborn (L) 13 %                                                  | Joe Donnelly (D) 50 % Richard Mourdock (R) 44 % Andrew Horning (L) 6 %                  |
| Maine                          | Olympia Snowe        | Républicain | Ne se représente pas                                                 | Olympia Snowe (R) 74 % Jean Hay Bright (D) 21 % Bill Slavick (I) 5 %                          | Angus King (I) 53 % Charles Summers (R) 31 % Cynthia Dill (D) 13 % Autres 3 %           |
| Maryland                       | Ben Cardin           | Démocrate   | Candidat à un nouveau mandat                                         | Ben Cardin (D) 54 % Michael Steele (R) 44 % Autres 2 %                                        | Ben Cardin (D) 55 % Dan Bongino (R) 27 % Rob Sobhani (I) 17 % Autres 1 %                |
| Massachusetts                  | Scott Brown          | Républicain | Candidat à un nouveau mandat                                         | Élection partielle de 2010 : Scott Brown (R) 52 % Martha Coakley (D) 47 %                     | Elizabeth Warren (D) 54 % Scott Brown (R) 46 %                                          |
| Michigan                       | Debbie Stabenow      | Démocrate   | Candidate à un nouveau mandat                                        | Debbie Stabenow (D) 57 % Mike Bouchard (R) 41 % Autres 2 %                                    | Debbie Stabenow (D) 59 % Pete Hoekstra (R) 38 % Autres 3 %                              |
| Minnesota                      | Amy Klobuchar        | Démocrate   | Candidate à un nouveau mandat                                        | Amy Klobuchar (DFL) 58 % Mark Kennedy (R) 38 % Autres 4 %                                     | Amy Klobuchar (DFL) 65 % Kurt Bills (R) 31 % Autres 3 %                                 |
| Mississippi                    | Roger Wicker         | Républicain | Candidat à un nouveau mandat                                         | Élection partielle de 2008 : Roger Wicker (R) 55 % Ronnie Musgrove (D) 45 %                   | Roger Wicker (R) 57 % Albert N. Gore, Jr. (D) 40 % Autres 2 %                           |
| Missouri                       | Claire McCaskill     | Démocrate   | Candidate à un nouveau mandat                                        | Claire McCaskill (D) 50 % Jim Talent (R) 47 % Autres 3 %                                      | Claire McCaskill (D) 55 % Todd Akin (R) 39 % Jonathan Dine (L) 6 %                      |
| Montana                        | Jon Tester           | Démocrate   | Candidat à un nouveau mandat                                         | Jon Tester (D) 49 % Conrad Burns (R) 48 % Autres 3 %                                          | Jon Tester (D) 49 % Denny Rehberg (R) 45 % Dan Cox (L) 7 %                              |
| Nebraska                       | Ben Nelson           | Démocrate   | Ne se représente pas                                                 | Ben Nelson (D) 64 % Pete Ricketts (R) 36 %                                                    | Deb Fischer (R) 58 % Bob Kerrey (D) 42 %                                                |
| Nevada                         | Dean Heller          | Républicain | Nommé après la démission de John Ensign Candidat à un nouveau mandat | John Ensign (R) 55 % Jack Carter (D) 41 % Autres 4 %                                          | Dean Heller (R) 46 % Shelley Berkley (D) 45 % David Lory VanDerBeek (IAP) 5 % Aucun 5 % |
| New Jersey                     | Bob Menendez         | Démocrate   | Candidat à un nouveau mandat                                         | Bob Menendez (D) 53 % Thomas Kean, Jr. (R) 45 % Autres 2 %                                    | Bob Menendez (D) 59 % Joe Kyrillos (R) 40 % Autres 1 %                                  |
| New York                       | Kirsten Gillibrand   | Démocrate   | Candidate à un nouveau mandat                                        | Élection partielle de 2010 : Kirsten Gillibrand (D) 63 % Joseph DioGuardi (R) 35 % Autres 2 % | Kirsten Gillibrand (D) 72 % Wendy Long (R) 27 % Autres 1 %                              |
| Nouveau Mexique                | Jeff Bingaman        | Démocrate   | Ne se représente pas                                                 | Jeff Bingaman (D) 71 % Allen McCulloch (R) 29 %                                               | Martin Heinrich (D) 51 % Heather Wilson (R) 45 % Autres 4 %                             |
| Ohio                           | Sherrod Brown        | Démocrate   | Candidat à un nouveau mandat                                         | Sherrod Brown (D) 56 % Mike DeWine (R) 44 %                                                   | Sherrod Brown (D) 50 % Josh Mandel (R) 45 % Scott Rupert (I) 5 %                        |
| Pennsylvanie                   | Bob Casey, Jr.       | Démocrate   | Candidat à un nouveau mandat                                         | Bob Casey (D) 59 % Rick Santorum (R) 41 %                                                     | Bob Casey (D) 54 % Tom Smith (R) 45 % Autres 2 %                                        |
| Rhode Island                   | Sheldon Whitehouse   | Démocrate   | Candidat à un nouveau mandat                                         | Sheldon Whitehouse (D) 53 % Lincoln Chafee (R) 47 %                                           | Sheldon Whitehouse (D) 65 % Barry Hinckley (R) 35 %                                     |
| Tennessee                      | Bob Corker           | Républicain | Candidat à un nouveau mandat                                         | Bob Corker (R) 51 % Harold Ford Jr. (D) 48 % Autres 1 %                                       | Bob Corker (R) 65 % Mark Clayton (D) 30 % Autres 5 %                                    |
| Texas                          | Kay Bailey Hutchison | Républicain | Ne se représente pas                                                 | Kay Bailey Hutchison (R) 62 % Barbara Ann Radnofsky (D) 36 % Autres 2 %                       | Ted Cruz (R) 57 % Paul Sadler (D) 41 % Autres 2 %                                       |
| Utah                           | Orrin Hatch          | Républicain | Candidat à un nouveau mandat                                         | Orrin Hatch (R) 62 % Pete Ashdown (D) 31 % Autres 7 %                                         | Orrin Hatch (R) 65 % Scott Howell (D)30 % Autres 5 %                                    |
| Vermont                        | Bernie Sanders       | Indépendant | Candidat à un nouveau mandat                                         | Bernie Sanders (I) 65 % Richard Tarrant (R) 32 % Autres 3 %                                   | Bernie Sanders (I) 71 % John MacGovern (R) 25 % Autres 4 %                              |
| Virginie                       | Jim Webb             | Démocrate   | Ne se représente pas                                                 | Jim Webb (D) 50 % George Allen (R) 49 % Autres 1 %                                            | Tim Kaine (D) 52,5 % George Allen (R) 48,5 %                                            |
| Virginie-Occidentale           | Joe Manchin          | Démocrate   | Candidat à un nouveau mandat                                         | Élection partielle de 2010 : Joe Manchin (D) 54 % John Raese (R) 43 % Autres 3 %              | Joe Manchin (D) 61 % John Raese (R) 37 % Autres 3 %                                     |
| Washington                     | Maria Cantwell       | Démocrate   | Candidate à un nouveau mandat                                        | Maria Cantwell (D) 57 % Mike McGavick (R) 40 % Autres 3 %                                     | Maria Cantwell (D) 60 % Michael Baumgartner (R) 40 %                                    |
| Wisconsin                      | Herb Kohl            | Démocrate   | Ne se représente pas                                                 | Herb Kohl (D) 67 % Robert Lorge (R) 30 % Autres 3 %                                           | Tammy Baldwin (D) 52 % Tommy Thompson (R) 46 % Autres 2 %                               |
| Wyoming                        | John Barrasso        | Républicain | Candidat à un nouveau mandat                                         | Élection partielle de 2008 : John Barrasso (R) 73 % Nick Carter (D) 27 %                      | John Barrasso (R) 76 % Tim Chesnut (D) 22 % Autres 3 %                                  |
| État (plus de détails en lien) | Sénateur sortant     | Parti       | Situation du sénateur sortant                                        | Résultats précédents                                                                          | Résultats de 2012                                                                       |

## Situation par État

### États indécis à l'approche de l’élection

#### Indiana
Richard Lugar, sénateur modéré du Parti républicain, décide de solliciter un septième mandat de sénateur. Face à l'évolution vers la droite de son parti, il est battu par le secrétaire au Trésor ultra-conservateur de l'État Richard Mourdock lors des primaires du mois de mai,, qui s'impose avec plus de 60 % des voix. Dans le camp démocrate, Joe Donnelly, membre de la chambre des représentants, est choisi sans opposition. Le caractère centriste de Joe Donnelly, qui est un Blue Dog, et la défaite de Richard Lugar rendent l'élection plus ouverte.
Alors qu'il est en avance dans les sondages, strictement réglementés et donc rares dans l'Indianna, Richard Mourdock créé la polémique. Le 24 octobre, quelques jours après le dérapage sur le viol de Todd Akin dans le Missouri, le républicain déclare au cours d'un débat télévisé, à propos de l'avortement : « Cela a longtemps été un cas de conscience pour moi, mais je suis parvenu à la conclusion que la vie est un don de Dieu et je pense que, même lorsque la vie commence dans cette situation horrible qu'est le viol, c'est quelque chose que Dieu a voulu ». Ces propos sont vus comme une possible « surprise d'octobre », pouvant modifier le résultat de l'élection présidentielle. Mitt Romney prend ses distances avec Richard Mourdock, qui affirme qu'on cherche à déformer ses propos alors qu'il s'est exprimé « avec son cœur et sa foi ». Les sondages montrent une très nette progression de Joe Donnelly, qui se voit même crédité de 11 points d'avance quelques jours après les déclarations de Richard Mourdock. Le démocrate remporte finalement l'élection avec 49,9 % des suffrages contre 44,3 % à Mourdock et 5,8 % au candidat libertarien Andrew Horning.

#### Montana
Dans le Montana, le sénateur démocrate sortant Jon Tester se représente. Son adversaire est le représentant républicain Denny Rehberg. L'ultra-conservateur est désigné à plus de 75 % des suffrages pendant les primaires, tandis que Tester n'est opposé à aucun autre démocrate. Le duel est extrêmement serré, les sondages donnant tantôt le républicain tantôt le démocrate en tête. Le siège est considéré comme l'une des principales cibles républicaines. En effet, en 2006, Jon Tester n'a remporté son siège que de justesse dans un contexte de vague démocrate. Pendant la campagne, entre juin et octobre, 89 000 publicités électorales sont diffusées à la télévision, un record national. Le sénateur sortant est réélu le 6 novembre avec 48,6 % des voix contre 44,9 % pour Denny Rehberg, le reste des suffrages s'étant porté sur le libertarien Dan Cox.

#### Wisconsin
Dans l'État du candidat républicain à la vice-présidence, Paul Ryan, le très populaire sénateur démocrate sortant Herb Kohl annonce en mai 2012 son intention de ne pas se représenter. Le Grand Old Party y voit l'occasion de faire tomber ce siège démocrate, après ses victoires aux élections de mi-mandat en 2010. L'ancien gouverneur de l'État de 1987 à 2001, Tommy Thompson, est choisi par les républicains pour être leur candidat avec 33,99 % des voix, au terme d'une « douloureuse campagne ». Du côté démocrate, la représentante libérale Tammy Baldwin est la seule candidate à l'investiture.
L'État est fortement disputé et ce sont au total 45 millions de dollars qui sont dépensés durant la campagne, ce qui en fait l'une des élections sénatoriales les plus chères de l'histoire américaine. Après avoir été menée durant l'été, la démocrate est légèrement en tête des sondages à la veille du scrutin. Le 6 novembre, Tammy Baldwin est élue et devient la première sénatrice ouvertement homosexuelle des États-Unis.

### États avec une courte avance pour le sénateur ou candidat démocrate

#### Connecticut
Le sénateur sortant, indépendant, Joe Lieberman annonce dès janvier 2011 son intention de se retirer. L'élection du Connecticut oppose la républicaine Linda McMahon, ancienne directrice de la WWE, au démocrate Chris Murphy. S'il penchait du côté républicain, le Connecticut constituerait la principale surprise de ces élections. Linda McMahon tire dans sa fortune personnelle pour financer sa campagne. Elle insiste sur la fait qu'elle est « sous l'emprise d'aucun camp », elle se distingue en particulier de Mitt Romney et ses déclarations sur les 47 % des Américains se considérant comme des victimes dépendant du gouvernement. Au contraire, Chris Murphy fait partie l'aile gauche du Parti démocrate et serait, s'il est élu, l'un des sénateurs les moins riches.

#### Massachusetts
Le sénateur républicain sortant, Scott Brown, a créé la surprise en 2010, en remportant l'ancien siège de Ted Kennedy dans cet État démocrate. Il est considéré comme une « étoile montante » du Parti républicain. Plutôt modéré, le sénateur Brown est opposé à la démocrate Elizabeth Warren surnommée « la shérif de Wall Street ». L'ancienne professeure à Harvard, souvent taxée de « socialiste » ou « gauchiste » par ses rivaux, s'est en effet fait connaître en dénonçant les dérives du capitalisme et en participant à la création du Bureau de protection financière du consommateur.
Cette campagne dans le Massachusetts est considérée comme la course au Sénat la plus médiatisée. C'est également la plus chère de ces élections et de l'histoire des élections sénatoriales, avec 70 millions de dollars dépensés,,. Les principaux soutiens financiers de la démocrate sont les avocats et les lobbyistes tandis que le républicain reçoit l'appui de l'industrie financière. Souvent au coude-à-coude avec Scott Brown, Elizabeth Warren prend la tête des sondages à partir du mois d'octobre avant d'être élue avec 53 % des voix le 6 novembre.

#### Ohio
La campagne de l'Ohio oppose Sherrod Brown, le sénateur sortant démocrate et progressiste, à l'ultra-conservateur Josh Mandel, soutenu par le Tea Party.

#### Missouri
Durant l'été 2012, le Missouri est considéré comme presque acquis par les républicains. Les sondages donnent alors souvent plus de dix points d'avance à l'ultra-conservateur Todd Akin face à la sénatrice démocrate sortante Claire McCaskill. Elle est devenue impopulaire en partie à cause de son soutien au Patient Protection and Affordable Care Act.
La campagne va connaître un important revirement le 19 août, quand Todd Akin déclare à la télévision : « De ce que j'entends de la bouche des médecins, la grossesse après un viol est très rare […] S'il s'agit d'un véritable viol, le corps de la femme essaie par tous les moyens de bloquer tout ça », provoquant un tollé dans l'ensemble du pays. À la suite de ces déclarations, le candidat républicain à l'élection présidentielle, Mitt Romney, lui demande de se retirer de la course. Le Parti républicain et la plupart de ses sponsors arrêtent de le soutenir financièrement. Les sondages le voient alors comme largement battu. Cependant, grâce au soutien des chrétiens conservateurs, Todd Akin semble revenir dans la course en talonnant la démocrate aux mois de septembre et octobre,. La sénatrice McCaskill est obligée de « recentrer » sa campagne, notamment sur les questions d'immigration et de santé. Lors de l'élection, Claire McCaskill est finalement réélue avec une large avance avec 54,7 % des voix contre 39,2 % à Todd Akin, dans un État qui vote pourtant pour Mitt Romney à l'élection présidentielle avec 53,9 %.

### États avec une courte avance pour le sénateur ou candidat républicain

#### Arizona
Le 2 octobre 2011, le sénateur républicain Jon Kyl annonce qu'il ne sera pas candidat à un nouveau mandat. Jeff Flake, représentant du sixième district de l’Arizona remporte par la suite l'investiture républicaine assez largement.
Chez les démocrates, la seule personnalité qui est en mesure de l'emporter face à Flake c'est Gabrielle Giffords, mais cette dernière décide de ne pas se présenter. La plupart des leaders démocrates de l’État décident eux aussi de ne pas se présenter. C'est finalement l'ancien Chirurgien général des États-Unis Richard Carmona qui est investi.
D'abord nettement distancé, Carmona a considérablement réduit l’écart dans les sondages avec Flake allant même jusqu’à le dépasser.

### États acquis aux démocrates
Les États suivants de Californie, de Washington, du  Minnesota, du Michigan, du Nouveau-Mexique, du New Jersey, du Maryland, du Delaware, d'Hawaï et de Rhode Island sont acquis au Parti démocrate.

### États acquis aux républicains
Les États de l'Utah, du Wyoming, du Nebraska, du  Texas, du Mississippi et du Tennessee sont acquis au Parti républicain.

### États acquis aux indépendants
Avant les élections, le Vermont et le Maine semblent acquis à des candidats indépendants.

#### Vermont
Le sénateur indépendant du Vermont, Bernie Sanders, est considéré l'homme le plus à gauche du Congrès américain. Il est le premier socialiste revendiqué à être élu au Congrès : à la Chambre des représentants (1990) puis au Sénat (2006). Dans cet état progressiste, sa réélection en 2012 ne fait guère de doute, certains le voyant « réélu triomphalement ». Bernie Sanders siège avec les démocrates au Sénat, parti dont il reçoit le soutien. Il remporte les élections avec 71 % des voix contre 25 % à son adversaire républicain John MacGovern. Les autres candidats sont Peter Diamondstone du Liberty Union Party, Cris Ericson du United States Marijuana Party, Laurel Laframbroise de VoteKISS et Peter Moss de Peace and Prosperity. Ils totalisent 4 % des suffrages.

#### Maine
Dans le Maine, la sénatrice républicaine, Olympia Snowe, annonce en février 2012, qu'elle ne se représente pas. L'élue centriste, parmi les sénateurs les plus populaires du pays, se dit « malade et fatiguée » par les prises de positions partisanes de son parti. Une triangulaire se présente alors entre l'indépendant Angus King, ancien gouverneur de l'État, le républicain Charles Summers et la démocrate Cynthia Dill.
Populaire, Angus King apparaît comme le favori de cette élection, des sondages le donnant gagnant à la majorité absolue. Angus King est socialement libéral et plus centriste économiquement. Même s'il refuse de choisir quel camp il soutiendra s'il est élu au Sénat, il est la principale cible des républicains tandis que Cynthia Dill est peu soutenue par son parti à l'échelle nationale. Le 6 novembre 2012, Angus King remporte l'élection avec 53 % des suffrages. Il devance donc largement le républicain Charlie Summers (31 %) et la démocrate Cynthia Dill (13 %). Une semaine après son élection, le sénateur élu annonce qu'il va siéger aux côtés du groupe démocrate tout en gardant son indépendance politique. Il affirme que « s'affilier avec la majorité lui paraît le plus sensé » (« affiliating with the majority makes the most sense »).

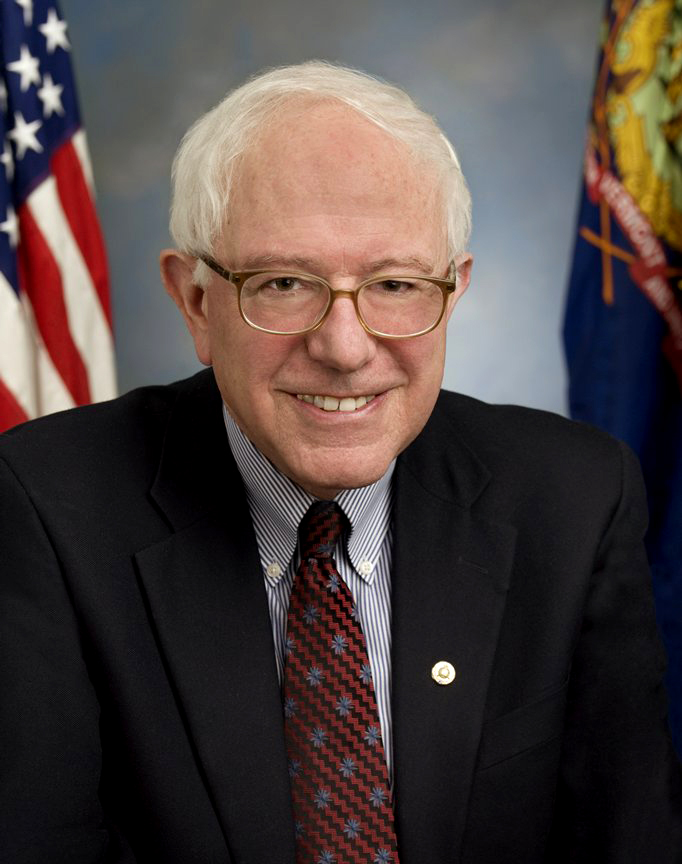
Le sénateur du Vermont, Bernie Sanders.
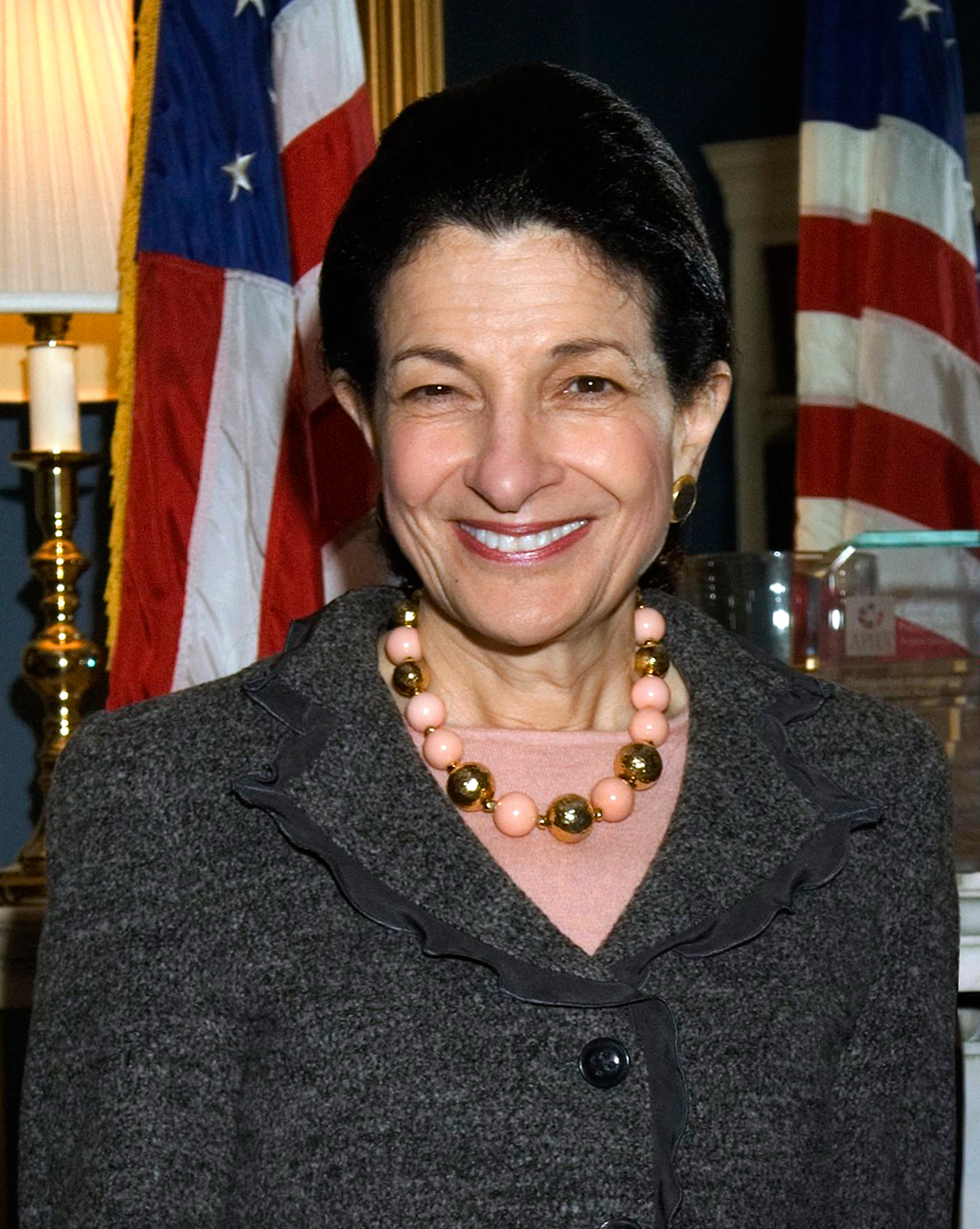
La sénatrice sortante du Maine, Olympia Snowe.
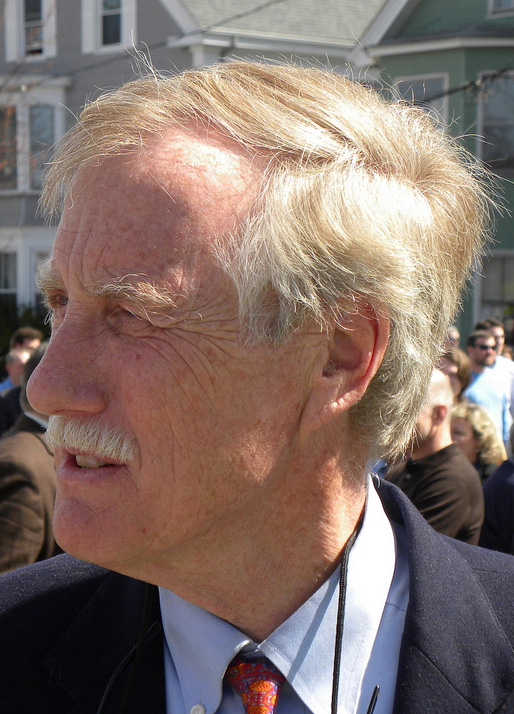
Le sénateur élu du Maine, Angus King.